# Wehkamp
Wehkamp is een Nederlands online warenhuis en voormalig postorderbedrijf. Het is in handen van de Britse private-equityfirma Apax Partners.

## Activiteit
Wehkamp is een onderdeel van Apax Partners. Het online warenhuis telt ongeveer 2,5 miljoen actieve klanten en verzendt zo'n 11 miljoen pakketten per jaar. Het assortiment bestaat uit ruim 300.000 verschillende artikelen van zo’n 2.500 merken, voornamelijk in de categorieën mode, wonen, beauty en baby/kind.

## Geschiedenis
Het bedrijf werd in 1952 als "Wehkamp's Fabriekskantoor" opgericht door Herman Wehkamp in Slagharen. De artikelen, aanvankelijk matrassen en ander beddengoed, werden door de klanten per post besteld naar aanleiding van advertenties in radiobodes en damesbladen. Ook het verzenden verliep via de post. Wehkamp werkte daarbij vanuit een magazijn in Slagharen, later in Dedemsvaart, Maurik en Zwolle.
Vrijwel vanaf het begin speelde mechanisatie van de administratie en het adressenbestand een belangrijke rol. Door de jaren heen is die mechanisatie, uitmondend in een omvangrijke klantendatabase, de belangrijkste factor voor het bedrijf gebleken. Het betalen in termijnen deed al snel na de oprichting zijn intrede. Wehkamp werd als postorderbedrijf een begrip in Nederland.
Na tien jaar groei verkocht Herman Wehkamp in 1962 zijn aandelen aan The Great Universal Stores plc te Londen. In 1969 werd de vestiging in Maurik geopend en in 1975 verhuisde het hoofdkantoor naar de huidige vestigingsplaats in Zwolle.
In 1985 zette Wehkamp een technologische stap door een voice-response-systeem bij de verkoop in te schakelen. Via dit systeem, met de naam "Jimmy", konden klanten 24 uur per dag hun bestellingen plaatsen via de telefoon. Het systeem is later uitgebreid met nog meer mogelijkheden. In 1990 schakelde Wehkamp over van postbezorging naar distributie via SelektVracht en 1991 werd Wehkamp samen met Transfair ondergebracht in GUS Holland Holding B.V. In 1995 startte Wehkamp een eigen website, met als publiekslokkertje de veiling van een beperkt aantal artikelen. Halverwege 1999 waren alle tienduizend artikelen via de website te koop. Nog een jaar later kon ook via de mobiele telefoon met WAP besteld worden.
In januari 2006 bereikte Industri Kapital (later IK-Investment Partners), een Europese vermogensbeheerder van Scandinavische origine, overeenstemming met de Engelse multinational GUS plc, over de overname van Wehkamp. Voor Wehkamp bood deze overname uitstekende kansen om te profiteren van de groei in het thuiswinkelen, maar nu binnen de context van een andere aandeelhoudersstructuur. Later (met ingang van 30 maart 2007) werd Credit Managementbedrijf Transfair verkocht aan het Noorse bedrijf Lindorff AB.
In 2006 maakte Wehkamp de omslag van een catalogusbedrijf met een website naar een online detailhandel-bedrijf waarbij het internet leidend is. Dit komt ook tot uitdrukking in de nieuw gehanteerde naam Wehkamp.nl. Het assortiment bestaat uit zo'n 163.000 artikelen. In 2010 kwam honderd procent van de omzet via het internet binnen.
Op 12 december 2008 bereikte IK-Investment Partners overeenstemming over de verkoop van Wehkamp b.v. aan een groep investeerders die naast Ad Scheepbouwer (tot die tijd al commissaris van RFS Holland Holding) bestond uit het zittende management: Paul Nijhof, CEO, en Berend van de Maat, CFO en directeur van Lacent B.V. De groep nam RFS Holland Holding B.V., het moederbedrijf van de bedrijven Wehkamp B.V, Lacent B.V. en Wehkamp Real Estate B.V., over. Het management bleef ongewijzigd en de Scheepbouwer bleef lid van de raad van commissarissen.
In juli 2015 werd bekend dat Wehkamp en een aantal zusterbedrijven worden verkocht aan het Britse investeringsbedrijf Apax Partners. Apax zou 450 miljoen euro voor Wehkamp betalen.
In 2015 opende Wehkamp een 53.000 m2 groot distributiecentrum in aanwezigheid van koning Willem Alexander in Zwolle. Het distributiecentrum in Dedemsvaart werd gesloten. Een tweede distributiecentrum in Zwolle opende in 2019. Dit pand werd gekoppeld aan het in 2015 geopende gebouw, waardoor een distributiecentrum is ontstaan van zo'n 110.000 m2. Vanaf 2021 zijn alle logistieke activiteiten daar ondergebracht. In datzelfde jaar werd ook een webwinkel voor kinderkleding overgenomen.
Sinds 28 juni 2021 is de online winkel van Wehkamp gescheiden van Tinka (voorheen Lacent), de aanbieder van uitgestelde betalingen en krediet. 

## Transfair
Transfair is de eigen uit 1972 daterende incassoafdeling van Wehkamp, de naam was eerder Transconto. Dit bedrijfsonderdeel ging in 1977 ook activiteiten voor andere bedrijven verrichten. Eind 1984 ging naast Transconto een tweede eenheid onder de naam Transfair van start. In 2000 werden beide eenheden samengevoegd onder de naam Transfair. In 2004 kreeg dit incassobureau het keurmerk van de Nederlandse Vereniging van Incassobureaus. Het hoofdkantoor is gevestigd in Zwolle.
Sinds 28 oktober 2005 heeft Transfair een nieuwe eigenaar, Industri Kapital. Dat is een Europees investeringsbedrijf van Scandinavische origine. Het bereikte op die datum overeenstemming met de Engelse multinational GUS plc over de overname van thuiswinkelbedrijf Wehkamp en creditmanagementbedrijf Transfair, samen ondergebracht in de RFS Holland Holding.
Op 30 maart 2007 werd bekendgemaakt dat RFS Holland Holding overeenstemming had bereikt over de verkoop van Transfair aan Lindorff AB. Dat is een bedrijf op het gebied van kredietbeheer in Noord-Europa.
Inmiddels is Lindorff AB gefuseerd met Intrum Justitia en handelen beide partijen onder de naam Intrum.